# فرانك ألبان
فرانك ألبان (بالإنجليزية: Frank Alban)‏ هو سياسي أسترالي، ولد في 14 نوفمبر 1949 في إيطاليا. حزبياً، نشط في الحزب الليبرالي الأسترالي. وقد انتخب عضو الجمعية التشريعية لأستراليا الغربية.